# Mr. Greg (episódio de Steven Universe)
Mr. Greg é o oitavo episódio da terceira temporada da série de animação americana Steven Universe, que estreou em 19 de julho de 2016 no Cartoon Network. Foi escrito e encenado por Joe Johnston e Jeff Liu. O episódio foi visto por 1,549 milhões de telespectadores. É o primeiro episódio totalmente musical da série, e apresenta sete músicas, muito mais do que qualquer outro episódio de Steven Universe. 
O episódio mostra Steven viajando para Empire City com Pérola e seu pai Greg, que acaba de receber um cheque de US$10 milhões no episódio anterior "Drop Beat Dad" depois que uma de suas músicas se tornou um sucesso. No entanto, Pérola ainda se ressente de Greg desde que Rose, a mãe de Steven e o amor de sua vida, o escolheu sobre ela. Para melhorar seu relacionamento, Steven tenta mostrar a Pérola e Greg que eles têm mais em comum do que eles pensam. 

## Enredo
Steven e Greg estão maravilhados ao descobrir que a música "Comet" de Greg tem sido usada como base para um jingle comercial de sucesso. Os dois debatem o que devem fazer com os US$ 10 milhões que Greg recebeu pelo jingle, acreditando que as melhores coisas da vida seriam livres. Eventualmente, eles decidem tirar férias em Empire City, e Steven sugere que Pérola os acompanhe. Pérola e Greg estão relutantes em passar férias juntos, mas Steven está otimista.
Em Empire City, o trio reserva uma estadia no Le Hotel, onde a equipe se junta a eles em uma canção sobre a opulência do hotel e a diversão que eles têm lá. Greg pede a Pérola para dançar com ele, mas ela se recusa, abruptamente terminando a música. Greg explica que seu relacionamento com Pérola sempre foi assim. Mais tarde naquela noite, enquanto Steven e Greg estão dormindo, Pérola canta sobre seus sentimentos por Rose Quartz e seu ciúme pelo amor de Rose e Greg, expressando seus arrependimentos e sua incapacidade de seguir em frente desde que Rose finalmente escolheu Greg e criou Steven. Steven e Greg acordam durante a música, e Greg, lamentando que seu relacionamento com Pérola está além do reparo, foge para o bar do hotel.
Steven revela a Pérola que ele a convidou especificamente para que ela e Greg pudessem finalmente descobrir suas diferenças. Reunindo-os, ele toca uma música no piano, incentivando-os a falar um com o outro sobre seus sentimentos em relação a Rose. Uma vez que eles discutiram seus sentimentos e dançaram um com o outro, eles são aplaudidos pela equipe do hotel, e Greg é presenteado com a conta para o seu serviço. Os três partem da Empire City; Greg e Pérola conversam amigavelmente enquanto Steven observa alegremente que eles estão finalmente em melhores condições.

## Elenco
- Zach Callison como Steven Universo
- Deedee Magno Hall como Pérola
- Tom Scharpling como Greg Universo
- Eric Bauza como Ricky

## Produção
"Mr. Greg" foi escrito e encenado por Joe Johnston e Jeff Liu, sendo o episódio final de Johnston como um storyboarder, que agora serve como diretor de supervisão do programa em tempo integral, enquanto Ki-Yong Bae e Jin-Hee Park dirigem a animação, Jasmin Lai foi o diretor de arte do episódio. A cena durante "It's Over, Isn't It?", em que a câmera gira em torno de Pérola foi inspirada por uma cena similar durante a música "Crazy World", do filme Victor/Victoria.  Shelby Rabara, dubladora de Peridot, forneceu o áudio de Pérola e Steven sapateando durante a música "Mr. Greg". 

### Música
O episódio é um musical com sete músicas: "Like a Burger", "Don't Cost Nothing", "Empire City", "Mr. Greg", "It's Over, Isn't It?", "Both of You" e uma reprise de "Don't Cost Nothing". "Mr. Greg" foi escrito por Joe Johnston, Ben Levin e Jeff Liu, com Liu tocando guitarra e Levin tocando baixo. "It's Over, Isn't It?" e "Both of You" foram arranjados por Aivi & Surasshu, a equipe musical da série, e escritos pela criadora da série Rebecca Sugar, com cordas interpretadas por Jeff Ball. Sugar teve que reescrever "It's Over, Isn't It?" várias vezes durante a produção, chamando-a de "a música mais difícil que eu já escrevi até hoje".

## Transmissão e Recepção
Mr. Greg estreou em 19 de julho de 2016 no Cartoon Network. Sua transmissão inicial americana foi vista por aproximadamente 1,549 milhões de telespectadores. Ele recebeu uma classificação doméstica da Nielsen de 0,43, o que significa que foi visto por 0,43% de todas as famílias. Este foi o terceiro episódio do evento "Steven's Summer Adventures", onde um novo episódio foi ao ar todos os dias da semana durante quatro semanas das férias de verão.
Este episódio foi recebido positivamente pelos críticos. Eric Thurm da A.V. Club, apesar de sentir que o episódio estava "um pouco no nariz, até mesmo para o Steven Universe", descreveu-o como "delicioso" e deu a nota A.  KK Bracken e Laura B, do thegeekiary, elogiaram o episódio pela "música cativante, a animação bombástica, os ótimos one-liners e o hilário humor visual". 
Em 2017, o episódio foi indicado ao Primetime Emmy Award pelo Outstanding Short Form Animated Program.